# 奈良市立東市小学校
奈良市立東市小学校（ならしりつ とういちしょうがっこう）は、奈良県奈良市古市町にある公立小学校。

## 通学区域
- 鉢伏町、藤原町、古市町、八島町、横井町、横井一丁目、横井二丁目、横井三丁目、横井四丁目、横井五丁目、横井六丁目、横井七丁目、鹿野園町[1]

※卒業後は基本的に奈良市立都南中学校に進学する。

## 通学区域が隣接している学校
- 奈良市立帯解小学校
- 奈良市立明治小学校
- 奈良市立済美小学校
- 奈良市立飛鳥小学校
- 奈良市立田原小学校